# Rue Intérieure
La rue Intérieure est une voie du 8e arrondissement de Paris, en France.

## Situation et accès

Rue Intérieure
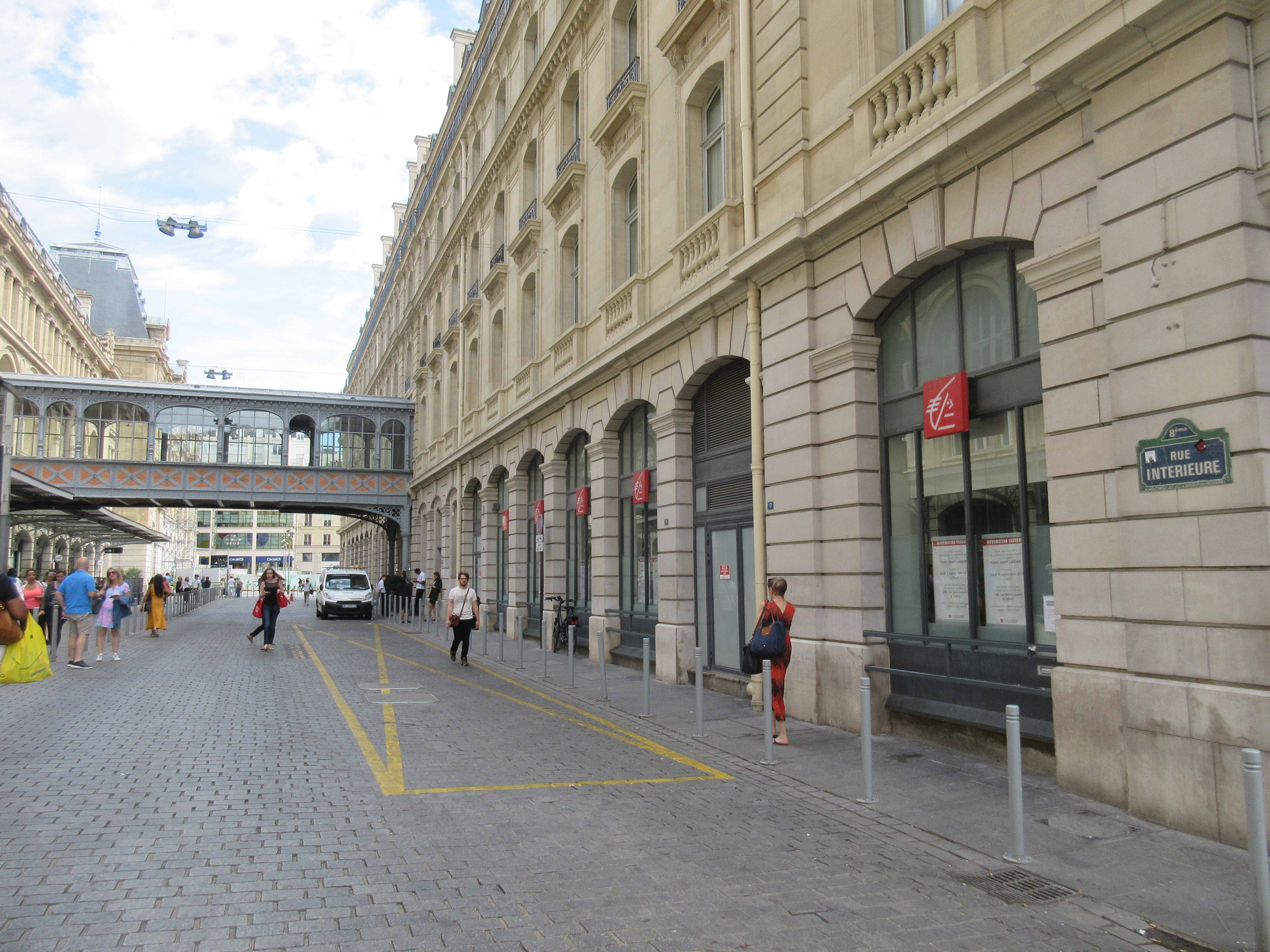

## Origine du nom
Le nom de la rue vient de ce que cette voie est située à l'intérieur de l'emprise de la gare Saint-Lazare. Il lui a été donné par décret municipal du 14 février 1980.

## Historique
Lors de la reconstruction de la gare Saint-Lazare, un immeuble abritant l'hôtel Terminus (aujourd'hui hôtel Concorde Opéra) fut construit devant la façade de la gare, séparé de celle-ci par l'actuelle rue Intérieure. L'hôtel est relié à la gare par une passerelle couverte (aujourd'hui transformée en restaurant).
La rue Intérieure est désormais piétonne.

## Bâtiments remarquables et lieux de mémoire
La voie est bordée au nord par la façade centrale de la gare Saint-Lazare et au sud par l'arrière de l'immeuble hôtelier. 